# 인덕학교
인덕학교는 경기도 광주시 탄벌동에 있는 사립 특수학교이다. 지적장애 학생을 위한 특수교육기관으로 유치부, 초등부, 중학부, 고등부를 두고 있다.

## 연혁
- 1985년 3월 12일 : 개교